# Mirror's Edge
Mirror's Edge este un joc video de acțiune-aventură și platformer dezvoltat de EA Digital Illusions CE (DICE) și publicat de Electronic Arts. A fost lansat pentru PlayStation 3 și Xbox 360 în noiembrie 2008, iar pe PC pe 13 ianuarie 2009. Mirror's Edge folosește ca motor grafic Unreal Engine 3 cu îmbunătățirea luminozității de către Illuminate Labs în colaborare cu DICE.
Acțiunea din Mirror's Edge are loc într-o societate futuristă distopică, în care „alergătorii”, din care face parte și personajul principal, au sarcina de a fi curieri și de a transmite mesaje, trebuind totodată să scape de supravegherea guvernului. Este un platformer tridimensional, în care jucătorul o ghidează pe Faith printre acoperișuri, pereți și sisteme de ventilație, mișcările acesteia fiind inspirate din parkour. Jocul este viu colorat și diferă de multe dintre jocurile first-person permițând o mai mare gamă de acțiuni, cum ar fi: alunecarea sub bariere, acrobații, alergarea pe pereți, salturi între blocuri și o mai mare libertate în mișcări. Deși nu are HUD, se văd pe ecran picioarele, brațele, și trunchiul personajului.
Mirror's Edge a primit în general recenzii pozitive, cu varianta de PC având pe Metacritic o medie a punctajului de 81%. A fost apreciat pentru originalitate și mediul bogat, dar criticat pentru slăbiciunile din scenariu, erori și pentru că este scurt. A fost lansat un album, compus din remixurile piesei „Still Alive” (română Încă în viață) a cântăreței suedeze Lisa Miskovsky. O versiune side-scroller a jocului a fost lansată pentru iPad pe data de 1 aprilie 2010, iar pentru iPhone pe 2 septembrie 2010. O variantă portată a jocului a fost lansată pentru Windows Phone 7 pe 13 iulie 2012, inițial drepturile fiind deținute exclusiv de Nokia pentru telefoanele Nokia Lumia. Al doilea joc din serie, Mirror's Edge Catalyst, a fost lansat la 7 iunie 2016. În mai 2016, Endemol Shine North America a anunțat că va produce un serial bazat pe jocul Mirror's Edge.

## Jocul
În Mirror's Edge, jucătorul intră în pielea protagonistei Faith, dintr-o perspectivă first-person, care are de trecut peste o serie de provocări care se desfășoară într-un oraș sclipitor, acestea constând în salturi între acoperișuri, fuga pe pereți, și intrarea în clădiri prin guri de aerisire. Acestea pot fi îndeplinite folosind tehnici și mișcări inspirate din parkour. Conform producătorului senior Owen O'Brien, Mirror's Edge tinde să „comunice [...] și să aibă contact fizic și psihic cu mediul înconjurător”, cu scopul de a permite o libertate în mișcare nemaivăzută în modul first-person. Pentru a reuși asta, mișcările camerei au fost legate mai strâns de cele ale personajului. De exemplu, cu cât Faith aleargă mai repede, cu atât și viteza cu care camera se mișcă în sus și în jos crește. Când este executată o rostogolire, camera se învârte odată cu personajul. Brațele, picioarele și trunchiul lui Faith sunt proeminente și pot fi văzute în mișcări și în timp ce își ia elan, pentru a le face mai realiste. În fugă își mărește pașii și își mișcă și brațele mai repede pe lângă corp, iar în timpul unor sărituri lungi dă din mâini și picioarele.

Mirror's Edge vine cu o vedere realistică first-person, picioarele personajului fiind vizibile în lupta corp la corp.

În joc, impulsurile personajului devin o necesitate. Jucătorul trebuie să le conserve prin fluiditatea acțiunilor fizice, încurajând astfel fluiditatea mișcărilor. Dacă Faith nu primește comanda necesară pentru depășirea unui obiect, ea va cădea sau va fi aproape de cădere. Comenzile sunt simplificate, potrivindu-se fiecărei situații; ținerea apăsată a butonului „de sus” o va face pe Faith să depășească un obstacol trecând automat peste el (de exemplu prin săritură, cățărare, sau prinzându-se de lucruri din mediul înconjurător cum ar fi o tiroliană), în timp ce butonul „jos” vor duce la manevre ca alunecare, rostogolire sau trecerea prin ghemuit. Pentru a veni în ajutorul jucătorului în aceste legări de mișcări, jocul vine cu un sistem numit „Runner Vision” (română Viziunea alergătorului), care evidențiază lucrurile utile pentru a progresa în nivel. Anumite țevi, rampe și uși sunt evidențiate prin culoarea roșie odată ce Faith se apropie de ele, permițând astfel jucătorului să recunoască instantaneu rutele și căile de scăpare. Odată cu avansarea în joc, numărul acestor indicii vizuale scade până la țelul final, și jucătorul poate alege să închidă cu totul acest sistem de indicii. Este folosit și pentru a crea puzzle-uri în care jucătorul trebuie să-și dea seama cum să combine obiectele evidențiate într-un lanț de mișcări care să ducă la atingerea scopului. Un alt sistem menit să ajute jucătorul este „Reaction Time” (română Timp de reacție), un tip de bullet time activat de jucător, încetinind timpul pentru ca acesta să își dea seama ce mișcări va face în continuare fără a pierde avantajele tactice sau avântul luat.
Faith poate purta arme, însă acestea nu sunt în general necesare. Accentul jocului este pus în special pe mișcările de parkour, fapt pentru care armele pot să îngreuneze mișcările lui Faith și, deci, jucătorul trebuie să decidă când să folosească arme și când agilitatea este mai potrivită pentru a scăpa din situații neprevazute. O'Brien a insistat că „acesta este un joc de acțiune-aventură. Nu am vrut să-l facem un shooter - accentul nu este pus pe arme, ci pe persoană.” Scopul jocului este de a găsi cea mai bună rută spre îndeplinirea misiunii în timp ce lupta cade în planul secund. Completarea jocului fără împușcarea inamicilor este recompensată cu o realizare. Se poate încerca și dezarmarea inamicului. Dacă Faith cară o armă aceasta o face să se miște mai încet; cu cât este mai grea, cu atât mișcările vor fi mai greoaie. Astfel se introduce un element de strategie în care ai de ales între agilitate și puterea armelor pe termen scurt.
Împreună cu modul campanie, Mirror's Edge are și un mod time attack, în care jucătorul trebuie să ajungă în cel mai scurt timp la finalul mai multor hărți. Cei mai buni timpi pot fi văzuți în clasamentul online, unde pot fi descărcate și „fantomele” altor jucători împotriva cărora se poate concura. Hărțile sunt deschise odată cu îndeplinirea unor cerințe în modul campanie. Conform producătorului Tom Ferrer, nivelurile time trial ale lui Mirror's Edge sunt „foarte scurte pentru a le juca iar și iar în încercarea de a ajunge la final din ce în ce mai repede. Nu este ca și cum ai juca un întreg nivel.”

## Sinopsis
Mirror's Edge are loc într-un oraș distopic fără nume, cu o rată a criminalității foarte scăzută, în care viața este confortabilă. Dar acesta este controlat de un regim despotic și totalitar care monitorizează toate rețelele de comunicare, deține control total asupra mass-mediei și are politici care includ interzicerea totală a fumatului și a consumului de alcool. Conducerea orașului operează procese-simulacru și se bazează pe o democrație mincinoasă. În urmă cu optsprezece ani, în evenimentele de joc, guvernul a ordonat soldaților să se tragă în cetățenii care protestau, incident care a dus la moartea a multor civili.
Povestea începe aproape de alegerile pentru primar, cu Robert Pope fiind contracandidatul deținătorului acestui post, primarul Callaghan.

### Teme
Conform producătorului Owen O'Brien, „[Mirror's Edge] te întreabă la cât ești dispus să renunți din libertatea personală pentru o viață confortabilă. Nu este vorba doar de o fată care se luptă cu dictatura guvernamentală și polițienească. Este mult mai subtil de atât.”
O'Brien afirma că s-a inspirat din serialul american de televiziune Firefly și filmul Serenity. „Cealaltă temă este cea conform căreia nu poți obliga alți oameni să trăiască sub regulile și în societatea ta, chiar dacă ele sunt mai bune”. „În Serenity The Operative spune, 'Acesta nu este un imperiu diabolic. Noi doar nu înțelegem de ce nu vrei să faci parte din această lume minunată.” Este clar că s-a ajuns prea departe, lucru care se întâmplă și în jocul nostru.”

### Personajele
Protagonista lui Mirror's Edge este Faith Connors (dublată de Jules de Jongh), în vârstă de 24 de ani care are un tatuaj distinctiv în jurul ochiului drept, imitând sigla jocului. Faith își câștigă existența lucrând ca „Runner” (română Alergător), un curier care transportă comunicate prin oraș, oferindu-și serviciile unor grupuri revoluționare care nu comunică prin e-mail sau telefon, deoarece acestea sunt monitorizate non-stop. Atitudinea lui Faith privind guvernul totalitar își are rădăcinile în trecutul ei. La vârsta de patru ani și-a pierdut mama în protestele împotriva regimului totalitar din noiembrie, care erau menite să fie pașnice, dar au fost suprimate de regim. Faith a plecat de acasă la vârsta de 16 ani, trăind o viață de hoinar pe străzile orașului. A devenit „alergătoare” după întâlnirea cu Mercury (sau Merc), un fost runner care acum antrenează noii veniți, găsindu-le un loc de muncă și asigurându-le suport radio și echipamente de ultimă generație pe care să le folosească în timpul misiunilor. Alte personaje care apar în joc sunt sora lui Faith, Kate Connors, un ofițer de poliție, Drake, un alt antrenor de runneri, prietenii lui Faith, Celeste și Kreeg, încă doi alergători de-ai lui Merc, și Jacknife, un fost runner.

### Povestea
Faith, după ce livrează un pachet colegei runner Celeste, află că sora sa Kate este în biroul primarului Pope și se află în pericol. Când ajunge, o găsește stând peste cadavrul lui Pope, insistând că i s-a înscenat acest lucru pentru a fi acuzată de crimă. Ea îi cere lui Faith să descopere cine a pus la cale înscenarea. Faith găsește în mâna lui Pope o bucată de hârtie pe care era scris numele „Icarus”. Kate refuză să 
coopereze, spunând că ar face-o să pară vinovată și în cele din urmă este arestată. De la un fost „alergător”, Jacknike, Faith află că șeful gărzii de corp a lui Pope, un fost wrestler pe nume Travis Burfield (cu numele de scenă Ropeburn), ar avea legătură cu asasinarea lui Pope. Ea se întâlnește cu Lt. Miller, la cererea lui Kate, care era cât pe ce să o aresteze. La biroul său, ea îl aude stabilind o întâlnire la periferia orașului. Merge în secret în acea zonă, Ropeburn o atacă, dar Faith reușește să-l prindă de mână și îl ține de mână suspendat pe bloc. Încearcă să-l interogheze, dar înainte să mărturisească ceva este omorât de un asasin necunoscut.
Rămânând fără alte piste, investighează firma de securitate care a fost angajată să ajute poliția în lupta contra alergătorilor. Află că ei fac parte din „Proiectul Icarus”, un program în care oamenii erau antrenați în parkour pentru a urmări și elimina alergătorii. Faith urmărește asasinul până în port. Descoperă că acesta era Celeste, care complota cu Proiectul Icarus pentru a fi în siguranță, sfătuind-o pe fosta colegă să facă la fel. Celeste scapă datorită sosirii poliției.
Cu Kate fiind condamnată pentru uciderea lui Pope, Merc pune la cale un plan pentru Faith pentru a deturna convoiul poliției care o transporta la închisoare. Faith reușește să o elibereze. Când se întoarce la ascunzătoare, e atacată, Merc este pe moarte, iar Kate recapturată. Ultimele cuvinte ale lui Merc au fost cele conform cărora Kate se află la „Shard”, unde își au sediu birourile noului primar Callaghan și unde sunt toate sistemele de supraveghere. Cu ajutorul lui Miller, Faith intră în biroul primarului, distrugând multe dintre servere pentru a avea acces la acoperiș. Acolo o găsește pe Kate, care era amenințată cu arma de către Jacknife, care recunoaște că și el face parte din Proiectul Icarus, și a făcut parte din plan pentru a-i ademeni pe alergători afară din ascunzătoare. Când Jacknife încearcă să o ducă pe Kate pe un elicopter care survola blocul, Faith reușește să sară pe el, aruncându-l pe Jacknife în gol, dar în timpul luptei a provocat pagube elicopterului. Ambele scapă cu viață sărind din elicopterul în cădere.
În timpul genericului de sfârșit, știrile anunțau că acțiunile lui Faith au făcut parte din Proiectul Icarus, iar ea și Kate sunt căutate pentru uciderea lui Pope. Totuși, odată cu distrugerea sistemului de supraveghere, populația este îndemnată să nu folosească mijloacele electronice de comunicare până când „securitatea” este restaurată. Locația lui Faith și a lui Kate rămâne necunoscută.

## Dezvoltare și lansare
În 2007, directorul de creație a celor de la DICE, Ben Cousins, a declarat pentru GameIndustry că studioul vrea să creeze „ceva diferit și interesant”, anticipând nevoia de diversificare după seria de succes Battlefield pentru care era cunoscut studioul.
În iunie 2007, revista Computer and Video Games dezvăluia că DICE lucra la un joc numit Mirror's Edge, de la care se aștepta să „zguduie genul first-person shooter”. La 10 iulie 2007 a fost dată publicității prima demonstrație a jocului. Un video cu material din joc a fost lansat la Ziua Sony PlayStation în Londra din 6 mai 2008.
Designul înseamnă mai mult decât jocul în sine. Am vrut să le dăm oamenilor o lume în care să se miște repede și când zic asta mă refer la foarte repede. La început am scos toate culorile și am pus doar roșu [pentru a ghida oamenii spre obiective]... Am vrut un joc la care să mă pot uita la o poză și să zic „Uite, ăsta e Mirror's Edge." 
Mirror's Edge are un stil vizual distinct, în mediul exterior predominând culoarea alb și lipsind verdele, scos în evidență de utilizarea deliberată a culorilor primare. Conform producătorului senior Owen O'Brien, alegerile stilistice permit jucătorului să se concentreze pe sistemul Runner Vision. Atunci când Faith mai are puțină viață, culorile devin din ce în ce mai pale. Pentru că dezvoltarea lui Mirror's Edge a început înainte ca DICE să termine propriul motor de joc, Frostbite, acesta folosește Unreal Engine 3, produs de Epic Games. DICE, împreună cu Illuminate Labs, au dezvoltat un sistem de iluminare numit „Beast”. Acesta accentuează designul diferit al Mirror's Edge, permițând reflexia culorilor și a luminii. Pentru a rezolva problema amețelilor asociată cu mișcarea liberă a camerei în modul first-person, a fost plasat în centrul ecranului un mic reticul. Acesta servește la țintire și este un punct de focalizare, prevenind starea de amețeală într-un mod similar cu al tehnicii de dans numită spotting. Pe lângă acest reticul (care poate fi ascuns de către jucător), jocul nu are HUD.
Varianta demo a Mirror's Edge, din care face parte capitolul prolog, a fost lansat prin PlayStation Store pe 30 octombrie 2008, apoi de Xbox Live Marketplace pe 31 octombrie. La 7 noiembrie 2008, DICE a anunțat că Mirror's Edge a fost finalizat, iar versiunile de PS3 și Xbox 360 vor fi livrate retailerilor pe data de 13 noiembrie. Pe 16 ianuarie 2009 a fost lansată varianta pentru Microsoft Windows. Aceasta are suport pentru tehnologia PhysX de la NVIDIA, sticla, fumul și materialele moi putându-se vedea mai în detaliu. Jocul este protejat împotriva pirateriei de programul de DRM SecuROM v7.x, cu excepția variantei de Steam.
Jocul a făcut subiectul unui scandal între EA și EDGE Games, un studio californian cunoscut pentru practica de a da în judecată companiile care se folosesc de termenul Edge. În septembrie 2009, EA a cerut anularea drepturilor de autor deținute de EDGE Games, amenințând compania că o va da în judecată. Tim Langdell, președintele EDGE, i-a acuzat pe cei de la EA de implicarea EDGE în discuții care nu-și au rostul și care constituie o pierdere de timp. Compania lui Langdell a lansat un comunicat prin care se spune că este adevăratul deținător al expresiei „Mirror's Edge”, alături de alte variații cu „Edge”. După ce instanța de judecată a considerat revendicările EDGE nefondate, compania s-a înțeles în particular cu EA, cedând drepturile mai multor mărci.

### Campania de marketing
Cumpărătorii care au precomandat Mirror's Edge de la Game Crazy au primit un cod care deschidea o parte a modului time trial a demoului, și un tricou pe tema Mirror's Edge. Acest cod se regăsea și în precomenzile GameStop, alături de un rucsac galben, copie a celui purtat de alergători în joc. Precomenzile de la retailerul britanic GAME includeau un tricou Mirror's Edge produs de Fenchurch. Jocul poate fi cumpărat și de pe site-ul Electronic Arts, unde la cumpărarea jocului se primea o tolbă produsă de Timbuk2. Aceasta avea stema jocului la exterior și portretul lui Faith în interior.

### Benzi desenate
În timpul Comic-Con-ului din 2008, DICE a anunțat că va lansa o serie de benzi desenate inspirată din joc care va fi produsă de WildStorm, divizie a DC Comics. Cele șase reviste au fost desenate de Matthew Dow Smith și scrise de Rhianna Pratchett.

### Coloana sonoră
La 7 octombrie 2008, EA a anunțat lansarea unui album cu remixurile cântecului temă „Still Alive”, interpretat de cântăreața suedeză Lisa Miskovsky. Au contribuit artiști precum Benny Benassi, Junkie XL, Paul van Dyk, Teddybears și Armand Van Helden. Still Alive nu are legătură cu melodia cu același nume din genericul de final al jocului Portal din 2007. Albumul, cu titlul Still Alive – the Remixes, a fost lansat pe 11 noiembrie 2008. Acesta este vândut la pachet cu variantele mai noi ale jocului, pentru toate platformele. În mai, Mirror's Edge Original Videogame Score a fost lansat exclusiv online. Albumul a fost compus de muzicianul suedez de muzică electronică Magnus Birgersson, cunoscut ca Solar Fields, care a declarat că „muzica trebuie să reflecte mediul, povestea, maniera de joc și starea lui Faith” și că fundalul sonor este asigurat de o combinație de melodii electronice și ambientale.
| Coloana sonoră originală a Mirror's Edge |                              |                |         |  |
| Nr.                                      | Titlu                        | Muzică         | Lungime |  |
| 1.                                       | „Introduction”               | Solar Fields   | 5:34    |  |
| 2.                                       | „Edge & Flight”              | Solar Fields   | 6:55    |  |
| 3.                                       | „Jacknife”                   | Solar Fields   | 6:25    |  |
| 4.                                       | „Heat”                       | Solar Fields   | 7:01    |  |
| 5.                                       | „Ropeburn”                   | Solar Fields   | 7:15    |  |
| 6.                                       | „New Eden”                   | Solar Fields   | 7:52    |  |
| 7.                                       | „Pirandello Kruger”          | Solar Fields   | 7:08    |  |
| 8.                                       | „Boat”                       | Solar Fields   | 7:30    |  |
| 9.                                       | „Kate”                       | Solar Fields   | 7:13    |  |
| 10.                                      | „Shard”                      | Solar Fields   | 7:16    |  |
| 11.                                      | „Still Alive”                | Lisa Miskovsky | 4:34    |  |
| 12.                                      | „Still Alive (Instrumental)” | Lisa Miskovsky | 4:28    |  |

## Recepție
Mirror's Edge a primit în general recenzii pozitive, cu o medie pe Metacritic de 81/100 pentru varianta de PC și 79/100 pentru cele de PlayStation 3 și Xbox 360. Official Xbox Magazine a acordat jocului nota 9,5 din 10, lăudându-i „fluiditatea mișcărilor în joc”. Play i-a dat 9 din 10, iar GameTrailers 8,3 din 10. Recenzia publicată de Computer and Video Games a fost tot pozitivă, numind jocul „O experiență unică și genială, chiar dacă părțile scurte cu împușcături nu sunt foarte reușite.” IGN a dat jocului 8,3 puncte din 10, numindu-l o „experiență palpitantă cu o acțiune elegantă”, dar „[este] primul capitol al unei francize care încă își caută stabilitatea.” GameSpot a apreciat mediul de joc care te face să uiți de realitate, dar a criticat inconsistența vitezei jocului. Ian Bogost de la Gamasutra a spus că jocul nu este unul convențional, numindu-l „un joc cu împușcături care te face să urăști să împuști”.

În loc să randeze secvențele cinematice din timpul jocului, Mirror's Edge folosește secvențe animate pentru a-și spune povestea. Recenzorii au fost împărțiți în ceea ce privește alegerea acestui stil.

Edge a acordat jocului 5 din 10, spunând că nivelele par preconcepute și nu există libertate deplină între nivele, ci mai degrabă mai multe căi prestabilite. The Guardian a evidențiat faptul că jocul este scurt, și în multe a fost criticată natura jocului de încercare și greșeală. Eurogamer i-a acordat jocului 8 din 10, criticând povestea ca fiind incoerentă „"[Mirror's Edge] va împărți publicul în două... Unii vor putea trece peste lipsurile flagrante, dar alții nu îi vor aprecia momentele geniale, și ambele părți au scuza lor ... ” Alte probleme dezbătute au fost alegerea stilistică a scenelor cinematice animate, și pentru nivelurile care par „înghesuite”.
Dezvoltatorii au preconizat inițial vânzarea a trei milioane de exemplare cu Mirror's Edge, dar în februarie 2009, Electronic Arts a raportat vânzări de numai un milion de bucăți. Conform unui document judiciar din octombrie 2010 dat în procesul dintre EA și Edge Games (vezi secțiunea Dezvoltare și lansare), Mirror's Edge s-a vândut în mai mult de două milioane de copii la nivel mondial, cu mai mult de 750.000 din acestea vândute în America de Nord. În iunie 2013, vice-președintele executiv al EA Games a dezvăluit faptul că jocul s-a vândut în „aproximativ 2,5 milioane de exemplare.” Varianta compatibilă pentru iPhone s-a vândut în 37.000 de copii.

## Expansiune și următorul joc
Pe 4 decembrie 2008, EA a anunțat crearea a șapte hărți noi pentru modul time trial, cu data lansării stabilită inițial la 29 ianuarie 2009. Potrivit lui Owen O'Brien, „Libertatea în mișcări și control în modul first-person a fost cel mai popular aspect al Mirror's Edge, așa că am decis să profităm la maxim de acesta prin pachetul de hărți... Am ales deliberat o estetică mai abstractă care încă face parte din designul distinctiv și ne-am concentrat pe cursivitatea jocului pentru a crea o experiență și o provocare foarte diferite de jocul inițial.”. Lansarea a avut loc pe 19 februarie 2009, când „Time Trial Map Pack” a fost făcut disponibil ca DLC pentru platformele Xbox 360, PlayStation 3 și PC. O a opta hartă este disponibilă exclusiv pentru varianta de PlayStation 3. DLC-ul s-a dovedit incompatibil cu versiunile cumpărate de pe Steam.
O variantă side-scroller în browser a Mirror's Edge, intitulată Mirror's Edge 2D, a fost lansată de Electronic Arts în colaborare cu dezvoltatorul independent Borne Games. Jocul este asemănător cu și se folosește de motorul modificat al unui alt joc popular al celor de la Bourne, Fancy Pants Adventures. Un nivel beta a fost lansat pe 11 noiembrie 2008, fiind adăugate încă trei nivele beta pe 24 februarie 2009.
O varantă a Mirror's Edge pentru iPhone și iPod Touch a fost anunțată pe 2 decembrie 2009. Este un joc side-scroller cu grafică 3D, compus din 14 nivele și cu camera „filmând din diverse unghiuri”. Lansarea ei a fost inițial planificată pentru ianuarie 2010, fiind în cele din urmă amânate pentru 1 septembrie 2010. Pe 1 aprilie 2010 a fost lansată varianta de iPad.

### Prolog
În octombrie 2008, Owen O'Brien a sugerat că „povestea pe care o spunem în acest moment este un fel de trilogie, o poveste cu trei părți.” Într-un interviu din iunie 2009 acordat site-ului Videogamer, vice-președintele senior al EA Games Europe Patrick Söderlund a confirmat că o continuare a Mirror's Edge este în lucru. În ianuarie 2010, Karl-Magnus Trodesson al DICE nu a vrut să comenteze această afirmație, explicând că DICE „[nu a] anunțat oficial că lucrăm la ea.” În februarie 2011 producerea lui Mirror's Edge 2 a fost oprită, după ce EA a refuzat un prototip propus pentru o continuare, din cauza vânzărilor scăzute ale primului joc. EA a clarificat acest lucru considerând că Mirror's Edge este „o franciză importantă”, dar nu a mai anunțat nimic altceva.
Președintele EA Frank Gibeau a confirmat la E3 2011 că o continuare este în producție, și că probabil va rula pe motorul Frostbite 2. Acest lucru a fost reconfirmat de către Electronic Arts la E3 2013, anunțând că un nou joc va fi lansat pentru Microsoft Windows, Mac OS X, PlayStation 4 și Xbox One la o dată nedeterminată. Jocul va fi un prolog al Mirror's Edge în care va fi dezvăluită originea lui Faith. S-a decis că jocul va rula pe motorul Frostbite 3. Electronic Arts a confirmat și că jocul va fi unul „open-world de acțiune-aventură”. Conform managerului general al DICE, Karl Magnus Troedsson, prologul va conține mecanici de joc mult mai bine definite ca în primul joc. În ianuarie 2014, scenarista primului joc, Rhianna Pratchett, a anunțat pe Twitter că ea sau alți membri care au ajutat la scrierea poveștii primului joc nu mai sunt implicați în dezvoltarea noului joc. La Electronic Entertainment Expo 2014 a fost prezentat un videoclip cu noile mecanici de joc. La data de 8 iunie 2015, EA a înregistrat drepturile de autor pentru titlul următorului joc, Mirror's Edge: Catalyst, lucru confirmat de EA Games la 9 iunie. La Gamescom 2015 s-a dezvăluit că jocul va fi un reboot al universului Mirror's Edge. Studioul DICE a lucrat și la Mirror's Edge 2, care a fost lansat la 7 iunie 2016.